# Tournoi de tennis d'Austin
Le tournoi d'Austin (Texas, États-Unis) est un tournoi de tennis féminin du circuit professionnel WTA.
Chris Evert s'est imposée lors des éditions 1975 et 1976. 
Après une disparition du calendrier en 1983, le tournoi revient lors de la saison 2023.

## Palmarès

### Simple
| No | Date       | Nom et lieu du tournoi             | Catégorie      | Dotation       | Surface         | Vainqueure           | Finaliste         | Score          |                |
| -- | ---------- | ---------------------------------- | -------------- | -------------- | --------------- | -------------------- | ----------------- | -------------- | -------------- |
| 1  | 18-04-1975 | Women L'Eggs Series, Lakeway       | Exhibition     | 100 000 $      | Dur (ext.)      | Chris Evert          | Billie Jean King  | 4-6, 6-3, 7-62 | Tableau        |
| 2  | 05-01-1976 | L'Eggs World Series, Austin        | Exhibition     | 100 000 $      | Dur (ext.)      | Chris Evert          | Evonne Goolagong  | 6-4, 7-6       | Tableau        |
|    | 1977-1978  | Pas de tournoi                     | Pas de tournoi | Pas de tournoi | Pas de tournoi  | Pas de tournoi       | Pas de tournoi    | Pas de tournoi | Pas de tournoi |
| 3  | 01-01-1979 | Avon Futures of Austin, Austin     | Futures        | 25 000 $       | NC              | Betty-Ann Stuart     | Barbara Jordan    | 6-3, 5-7, 7-5  | Tableau        |
|    | 1980-1981  | Pas de tournoi                     | Pas de tournoi | Pas de tournoi | Pas de tournoi  | Pas de tournoi       | Pas de tournoi    | Pas de tournoi | Pas de tournoi |
| 4  | 17-03-1982 | Avon Futures Championships, Austin | Futures        | 50 000 $       | Moquette (int.) | Claudia Kohde-Kilsch | Helena Suková     | 7-6, 0-6, 6-3  | Tableau        |
|    | 1983-2022  | Pas de tournoi                     | Pas de tournoi | Pas de tournoi | Pas de tournoi  | Pas de tournoi       | Pas de tournoi    | Pas de tournoi | Pas de tournoi |
| 5  | 27-02-2023 | ATX Open, Austin                   | WTA 250        | 259 303 $      | Dur (ext.)      | Marta Kostyuk        | Varvara Gracheva  | 6-3, 7-5       | Tableau        |
| 6  | 26-02-2024 | ATX Open, Austin                   | WTA 250        | 267 082 $      | Dur (ext.)      | Yuan Yue             | Wang Xiyu         | 6-4, 7-64      | Tableau        |
| 7  | 24-02-2025 | ATX Open, Austin                   | WTA 250        | 275 094 $      | Dur (ext.)      | Jessica Pegula       | McCartney Kessler | 7-5, 6-2       | Tableau        |

### Double
| No | Date       | Nom et lieu du tournoi            | Catégorie      | Dotation       | Surface         | Vainqueures                    | Finalistes                           | Score            |                |
| -- | ---------- | --------------------------------- | -------------- | -------------- | --------------- | ------------------------------ | ------------------------------------ | ---------------- | -------------- |
| 1  | 01-01-1979 | Avon Futures of Austin Austin     | Futures        | 25 000 $       | NC              | Marjorie Blackwood Paula Smith | Betty-Ann Stuart Valerie Ziegenfuss  | 6-2, 6-4         | Tableau        |
|    | 1980-1981  | Pas de tournoi                    | Pas de tournoi | Pas de tournoi | Pas de tournoi  | Pas de tournoi                 | Pas de tournoi                       | Pas de tournoi   | Pas de tournoi |
| 2  | 17-03-1982 | Avon Futures Championships Austin | Futures        | 50 000 $       | Moquette (int.) | Pat Medrado Cláudia Monteiro   | Jan O'Neill Mimi Wikstedt            | 6-0, 6-1         | Tableau        |
|    | 1983-2022  | Pas de tournoi                    | Pas de tournoi | Pas de tournoi | Pas de tournoi  | Pas de tournoi                 | Pas de tournoi                       | Pas de tournoi   | Pas de tournoi |
| 3  | 27-02-2023 | ATX Open Austin                   | WTA 250        | 259 303 $      | Dur (ext.)      | Erin Routliffe Aldila Sutjiadi | Nicole Melichar-Martinez Ellen Perez | 6-4, 3-6, [10-8] | Tableau        |
| 4  | 26-02-2024 | ATX Open Austin                   | WTA 250        | 267 082 $      | Dur (ext.)      | Olivia Gadecki Olivia Nicholls | Katarzyna Kawa Bibiane Schoofs       | 6-2, 6-4         | Tableau        |
| 5  | 24-02-2025 | ATX Open Austin                   | WTA 250        | 275 094 $      | Dur (ext.)      | Anna Blinkova Yuan Yue         | McCartney Kessler Zhang Shuai        | 3-6, 6-1, [10-4] | Tableau        |